# Сигнівка
Сигні́вка — місцевість Залізничного району Львова, обмежена вулицями Патона, Виговського та Городоцькою. 
У давніші часи (як свідчать мапи Львова до 1938 року) до Сигнівки належала територія від вул. Городоцької (від Богданівки до Скнилова) аж до Кульпаркова і Скнилівка.

## Населення
У  1880 році на Сигнівці мешкало 540 осіб, серед них — 340 німців, 124 поляків, 50 євреїв, 23 русинів. У 1921 році на Сигнівці налічувалося вже 2083 мешканці (1550 римо-католиків, 332 греко-католиків, 37 протестантів, 158 юдеїв). 

## Топоніми
Існує версія, що назва колишнього підміського села походить від прізвища власників маєтку братів Сіньї (італ. Signi), що знаходився у цьому місці та  з часом трансформувалася у сучасну назву Сигнівка (пол. Signiówka, Sygniówka).

## Історія
З кінця XVIII століття Сигнівку заселяли німецькі колоністи. Напередодні першою світовою війною Сигнівка мала статус підміського села з населенням близько 2000 осіб, де переважали етнічні німці — нащадки німецьких колоністів. У 1920—1930-х роках дільницю почали швидко забудовувати садибними будинками для робітників. Ще у 1920-х роках прокладено вулицю Пусту. 11 квітня 1930 року Сигнівка увійшла до меж міста.
У радянські часи в межах Сигнівки, за проєктом архітекторів 3іновія Підлісного, Людмили Нівіної та Сергія Зем'янкіна, у 1980—1990 роках споруджений житловий масив Сріблястий. Ще у 1970-х роках силами трудового колективу Виробничого об'єднання імені В. І. Леніна була збудована професійна спортивна арена Залізничного району Львова — стадіон «Сокіл».

## Транспорт
Сигнівка має добре транспортне сполучення з іншими районами Львова. З електротранспорту Сигнівкою курсують лише тролейбуси. Першим тролейбусним маршрутом, яким можна було дістатись вулиці Терешкової, став тролейбусний маршрут № 3 — «пл. Міцкевича — вулиця Городоцька — Льотне поле», що відкрився 1955 року. У 1960 році до нього долучився тролейбусний маршрут № 7, що з'єднав площу Кропивницького через вулицю Городоцьку із станцією Скнилів.
У другій половині 1960-х років на вулиці Пустій (нині — вулиця Виговського) на ділянці між вулицями Любінською та Червоноказачою (нині — Патона) прокладено лінію для тролейбусного маршруту № 10. 1971 року тролейбус № 10 сполучив вулицю Прапорну (нині — вулиця Ряшівська) з центром міста. У 1972 році було змінено тролейбусний маршрут № 3, що сполучив вулицю Прапорну з тролейбусним депо. 1974 року тролейбусний маршрут № 3 подовжили до площі Кропивницького та на вулицю Стрийську, однак вже 1977 року на вулиці Жешувській (нині — вулиця Ряшівська) облаштована кінцева зупинка тролейбусного маршруту № 3.
Нині в межах Сигнівки курсують тролейбусні маршрути №№ 23, 27 і 30 та низка міських і приміських автобусних маршрутів.

## Пам'ятники, монументи, меморіальні таблиці
У сквері перед будівлею Залізничної районної адміністрації у 1983 році з нагоди 20-ї річниці від дня космічного польоту першої жінки—космонавта Валентини Терешкової встановили скульптурну композицію «Космонавтика», яка складалася з трьох променів-зірок та людини у скафандрі. 8 листопада 2023 року скульптурна композиція «Космонавтика» демонтована і перенесена в Музей тоталітарних режимів «Територія терору». У самому приміщенні Залізничної районної адміністрації, на першому поверсі, 2000 року встановлене погруддя гетьмана Івана Виговського (автор — скульптор Роман Романович).
29 квітня 2008 року, навпроти головного корпусу колишнього львівського мотозаводу при вул. Городоцькій, 174, на честь Всеукраїнського дня футболу та з метою популяризації футболу на Львівщині коштом власників спортивного комплексу «Інтер спорт» встановлена скульптура футболіста. 2011 року пам'ятник демонтований.
На будинку (вул. Виговського, 58), у якому у 1960—1982 роках мешкав та працював преосвященний владика Никанор (Дейнега), на його честь встановлена меморіальна таблиця (автори Василь Гоголь, Анатолій Мельник, Віктор Мельник).
. На фасаді житлового будинку по вул. Патона, 9 у радянські часи було встановлено меморіальну таблицю академіку, Заслуженому діячеві науки УРСР, засновнику та першому керівникові Інституту електрозварювання АН України Євгенові Оскаровичу Патону. Наприкінці 1990-х років таблиця безслідно зникла.

## Важливі споруди
- Будівля Залізничної районної адміністрації ЛМР.
- Будівля КНП «5-а міська клінічна поліклініка міста Львова»[4].
- Стадіон «Сокіл».
- Комплекс будівель Львівського державного заводу «ЛОРТА» та колишній палац культури підприємства.
- Колишній Народний львівської дільниці Сигнівка, збудований у 1930-х роках, де у 1946—2000 роках містився кінотеатр, що у різні роки мав назви: «Метал», імені В. Чкалова, «Арлекіно».
- Будівля медичного коледжу «Монада».
- Комплекс будівель ДП «Львівський завод збірних конструкцій» МО України.
- Комплекс будівель колишнього Львівського мотозаводу. За Польщі — велосипедна майстерня, що у повоєнні часи реорганізована у велосипедний завод, що згодом став мотозаводом. У 1990-х роках закритий, нині у його приміщеннях містяться офіси різних приватних фірм.
- Комплекс будівель «Львівського хлібзаводу № 1» ПрАТ «Концерн Хлібпром». Підприємство розпочало свою работу більше ста років тому, у 1908 році, як найбільший на той час у Львові хлібозавод «Меркурій», від 1939 року — Львівський хлібозавод № 1[5]. У 1960—1980-х роках мав назву Українське виробниче об'єднання підприємств макаронної промисловості («Укрмакаронпром») Міністерства харчової промисловості УРСР.

## Релігія
За Польщі колишнє підміське село Сигнівка належало до парафії у Зимній Воді Городоцького деканату. Після того, як 1931 року село увійшло в межі Львова, то декретом від 2 жовтня 1931 року парафія Сигнівки була перенесена з Городоцького деканату до Львівського.
На земельній ділянці при сучасній вул. Каховській, 1847 року розпочалося будівництво лютеранської кірхи для потреб німецьких колоністів. Новозбудований храм був освячений у 1850 році. Після розпаду Австро-Угорщини та закінчення першої світової війни храм переходить під юрисдикцію римо-католиків. Згодом костел став парафіяльним, але з часом виявилося, що він є замалим, через те, що чисельність парафії значно зросла і тоді зародилася думка про побудову більшого храму.
Проект великого костелу Святих Петра і Павла у 1931 році виконав відомий польський архітектор Вавжинець Дайчак, а сама будова розпочалася 3 серпня 1936 року. До 1939 року були зведені мури та накриття, але завершити будову не вдалося через початок lругої світової війни. Від цього часу історії Храму починається чорна сторінка. По війні приміщення недобудованого костелу використовували як конюшню, пересильний пункт, склад. Недобудована святиня пережила дві пожежі: у 1970-х і в 1980-х роках. Будівля залишилася без склепіння, даху, підлоги, вікон, однак залишився її міцний фундамент та мури.
1987 року радянською владою було вирішено перебудувати святиню на спортивно-оздоровчий комплекс. Тоді ж до храму була зроблена прибудова, з метою, щоби позбавити його форми Хреста. Там, де знаходилося Святилище, було споруджено басейн, а головну наву храму було розділено на три поверхи залізобетонним монолітним перекриттям. Проте з розпадом Союзу роботи припинилися. З початком 1990-х років біля незакінченої будови проходили масові релігійні зібрання вірних греко-католиків. Так починається новітня історія споруди.
21 липня 1993 року Глава УГКЦ Мирослав-Іван кардинал Любачівський звернувся до керівництва заводу ЛОРТА з вимогою повернення культової споруди, що на вул. Городоцькій, 319а УГКЦ. І вже навесні 1994 року на зібранні трудового колективу заводу, майже одноголосно, прийнято постанову про передачу вкрай зруйнованої споруди громаді вірних УГКЦ.

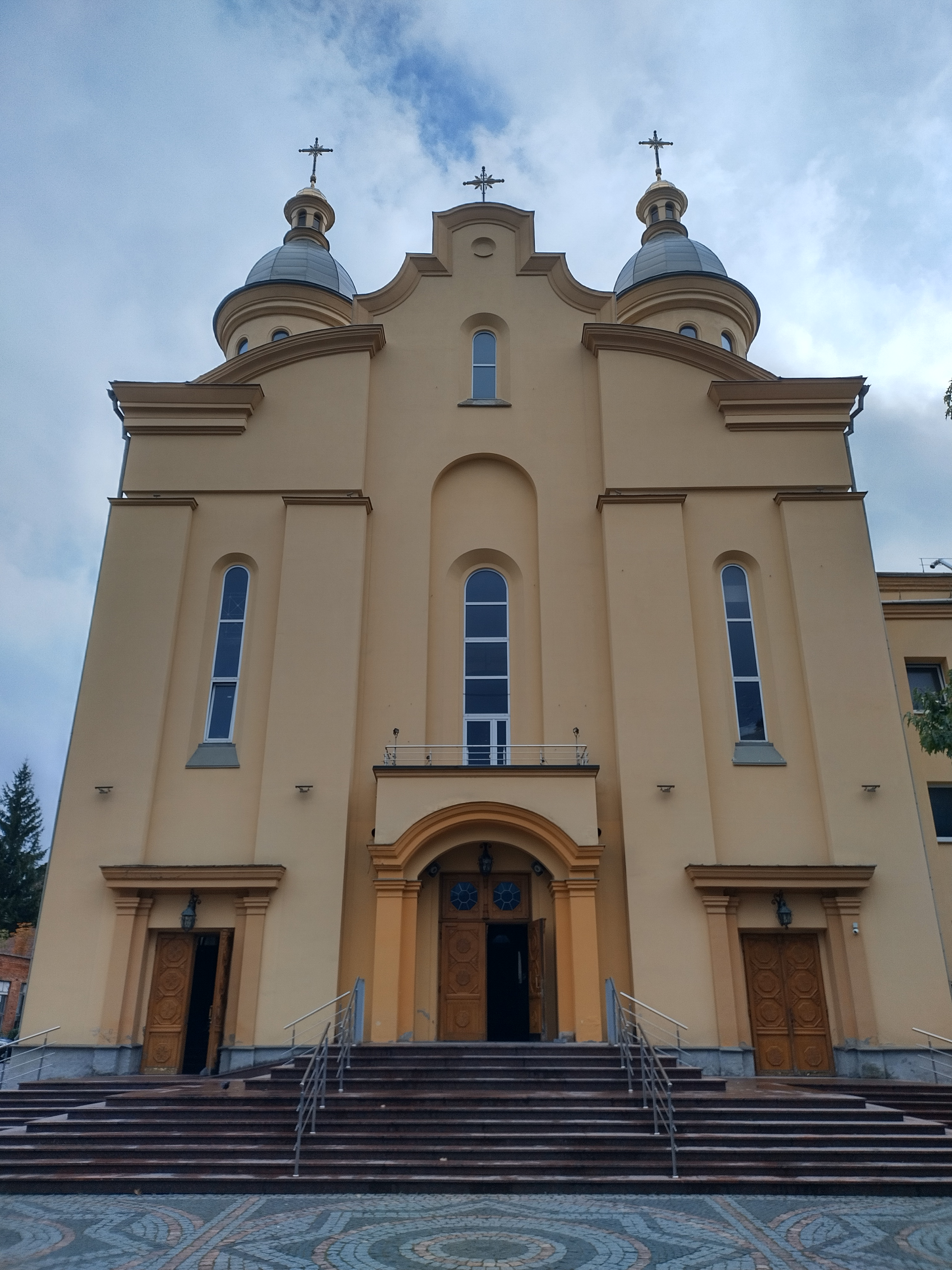
Храм Воскресіння Христового

18 квітня 1994 року, на Великдень, була відправлена урочисто перша Свята Літургія, а сама святиня стала називатися Храмом Христового Воскресіння. Потім впродовж року Богослужіння відправлялися на подвір'ї храму на тимчасовому престолі, а приміщення розчищалися від сміття, заново перекривався дах, осушувались стіни, проводилось газ та світло.
Ремонтні роботи в храмі провадилися невеликою бригадою парафіян-будівельників під керівництвом виконроба Г. Чорненького, а також великий внесок у відбудову храму внесли КП «Старий Мур» (керівник Валерій Мотичко), БМУ № 137 (керівник А. Городечний), бригади сантехніків Барана, бляхарів Р. Даховича. штукатурів І. Макара та багато інших, а також тисячі парафіян які, як своєю жертовною працею так і матеріальними пожертвами сприяли відбудові храму.
Парафія Храму Христового Воскресіння була заснована першим настоятелем храму о. Олексієм Шутером та зареєстрована 3 серпня 1993 року. Другим настоятелем храму, у 1994—2001 роках, був о. Мелетій Ільчишин. Завдяки його невтомній праці, а також праці багатьох наполегливих і відданих парафіян відбулося відродження святині й парафії. У 2002 році наступним настоятелем храму призначено о. Сергія Шваглу.
17 грудня 2006 року у Храм урочисто внесено для постійного зберігання мощі Блаженного Священомученика УГКЦ о. Миколая Цегельського — покровителя парафіяльної Катехитичної школи.
У прилеглому до храму будинку міститься Центр родини Фонду Святого Володимира, засновниками та очільниками якого є Ігор Матушевський та Олександра Крип'якевич-Цегельська.
Щодо подальшої історії старого костелу, то 1946 року римо-католицьку релігійну громаду знімають із реєстрації і костел припиняє своє існування, а у приміщенні храму відкривається спортивний зал та секція з фехтування. На початку 1990-х років біля вхідних дверей спортивного залу відправлялися богослужіння новоствореної релігійної громади УАПЦ Святого Архістратига Михаїла. Вперше ця подія відбулася 28 серпня 1991 року. Відлуння про відкриття нової парафії облетіло куточки нашого Львова і прилеглих сіл.

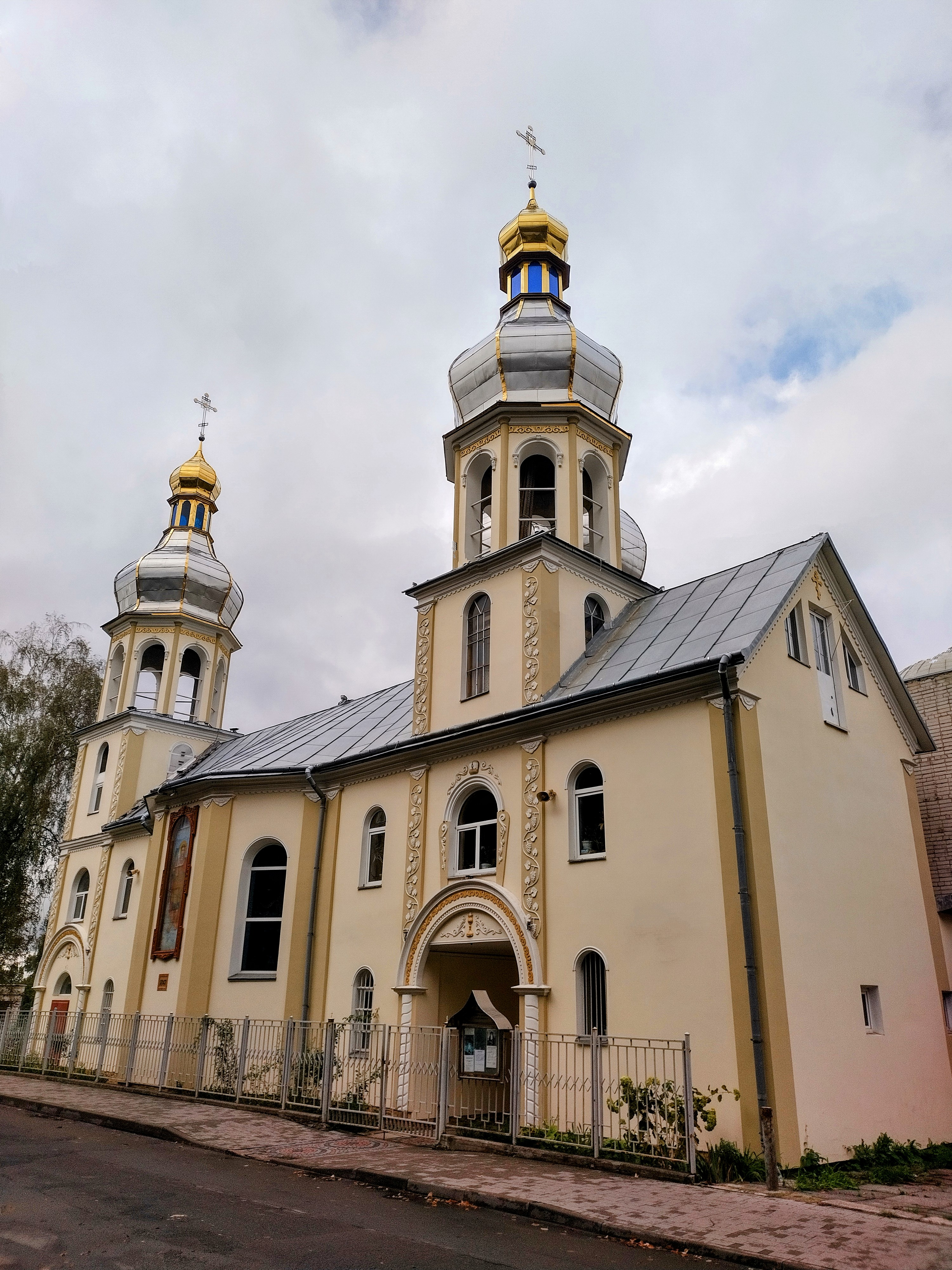
Храм Святого Архістратига Михаїла

Першим настоятелем парафії був о. Євген Сеник, який за підтримки вірних УАПЦ відновив занедбану будівлю сакрального мистецтва — Храм Святого Архістратига Михаїла, розібрали санвузли у приміщенні церкви та добудували ризницю і паламарку з надбудованими маленькими трьома банями.
У 1999 році з благословення святійшого Патріарха Димитрія та єпископа Львівського Макарія настоятелем храму призначено о. Миколу Гнатіва, який вже мав великий досвід будівництва церков. Настоятель став виготовляти проектну документацію на реконструкцію церкви Святого Архістратига Михаїла.
В першу чергу 2002 року збудували господарські приміщення, клас та дзвіницю, а 2003 року купол на дзвіниці. 2008 року церковні стіни частково розібрано і розсунуто, що надало церкві хрестоподібний вигляд, зроблено склепіння та залізобетонні перекриття. Церква увінчалася трьома великими куполами.
Слід тут також згадати про Каплицю 3-х Блаженних Священомучеників Миколая Чарнецького, Василя Величковського та Івана Слезюка, збудовану при вул. Солов'їній, де в умовах катакомбної підпільної церкви відправлялися Богослужіння, хрестилися діти, вінчалися молоді пари, висвячувалися не лише священики, але й єпископи. Каплицю 2003 року освячено Главою УГКЦ Любомиром кардиналом Гузаром та Владиками Юліаном Вороновським і Глібом Лончиною..     
В одній з багатоповерхівок на вул. Патона, у приміщенні колишнього книжкового магазину міститься Храм Святого Апостола Іоанна Богослова, що знаходиться під юрисдикцією Української автономної православної церкви.